# Friedrich I. von Brehna

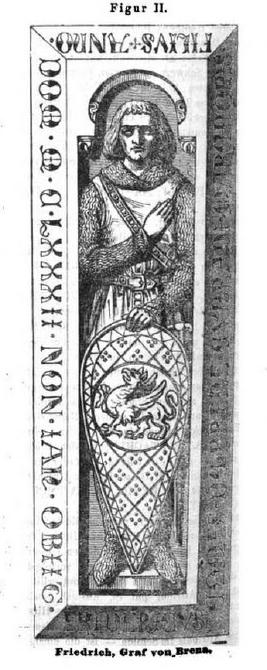
Holzschnitt von 1857 der Grabplatte

Friedrich I. von Brehna (* um 1126; † 4. Januar 1182) war Graf von Brehna und entstammte dem Adelsgeschlecht der Wettiner.

## Biographie
Friedrich I. war jüngster Sohn des Markgrafen von Meißen, Konrad I. Er gilt als Begründer des Grafengeschlechts von Brehna. Friedrich erwarb für die Grafschaft zahlreiche Besitzungen als Lehen der Burggrafschaft Magdeburg: Arnoldshagen (?), Trebus, Löben, Prettin mit der Heide, Burg, Schweinitz, Jessen, Klöden, Zwethau, Herzberg, Belzig, Zahna, Wiesenburg, Werben, Gommern u. a.
Zum wiederholten Male hielt er sich am Hofe Kaiser Friedrichs I. auf, so zum Beispiel 1165 in Altenburg, 1166 in Bomeneburg, 1173 in Goslar, 1180 in Altenburg und 1181 in Erfurt. Gemeinsam mit seinem Bruder, Dietrich III. von der sächsischen Ostmark, nahm er an der für Friedrich I. unglücklich verlaufenden Schlacht bei Legnano 1176 teil. Mehrfach trat er als Zeuge in Urkunden auf. So war er zum Beispiel Zeuge, als sein Bruder Dedo V., der Feiste, von Groitzsch-Rochlitz das Augustinerchorherrenstift in Zschillen stiftete, dessen Kirche 1168 geweiht wurde.
Am 28. Juli 1181 regelte er gemeinsam mit seinen Brüdern, Markgraf Otto dem Reichen von Meißen und Markgraf Dietrich von Landsberg und Eilenburg die Vogteiverhältnisse des Klosters Petersberg neu. Friedrich I. starb am 4. Januar 1182. Er wurde in der Kirche des Klosters beigesetzt. Seine Frau Hedwig überlebte ihn um 19 Jahre.

## Ehe und Kinder
1. Ehe mit Hedwig, der Tochter des Theobald I. von Böhmen-Jamnitz
- Graf Otto I. von Brehna  († 23. Dezember 1203)
- Graf Friedrich II. von Brehna und Wettin († 16. Oktober 1221), seit 1217 Graf von Wettin
- Sophia († 1225), Äbtissin von Stift Quedlinburg